# 吉原中央駅
座標: 北緯35度09分49秒 東経138度41分01秒 / 北緯35.163649度 東経138.683549度
吉原中央駅（よしわらちゅうおうえき）は、静岡県富士市にある富士急静岡バスのバスターミナル（バス駅（自動車駅））である。バス方向幕では「駅」までが表示される。旧称は吉原市駅（よしわら し えき）。

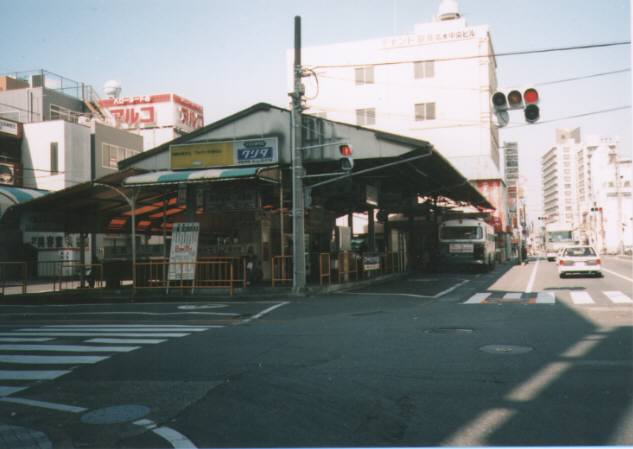
吉原中央駅(改修前)

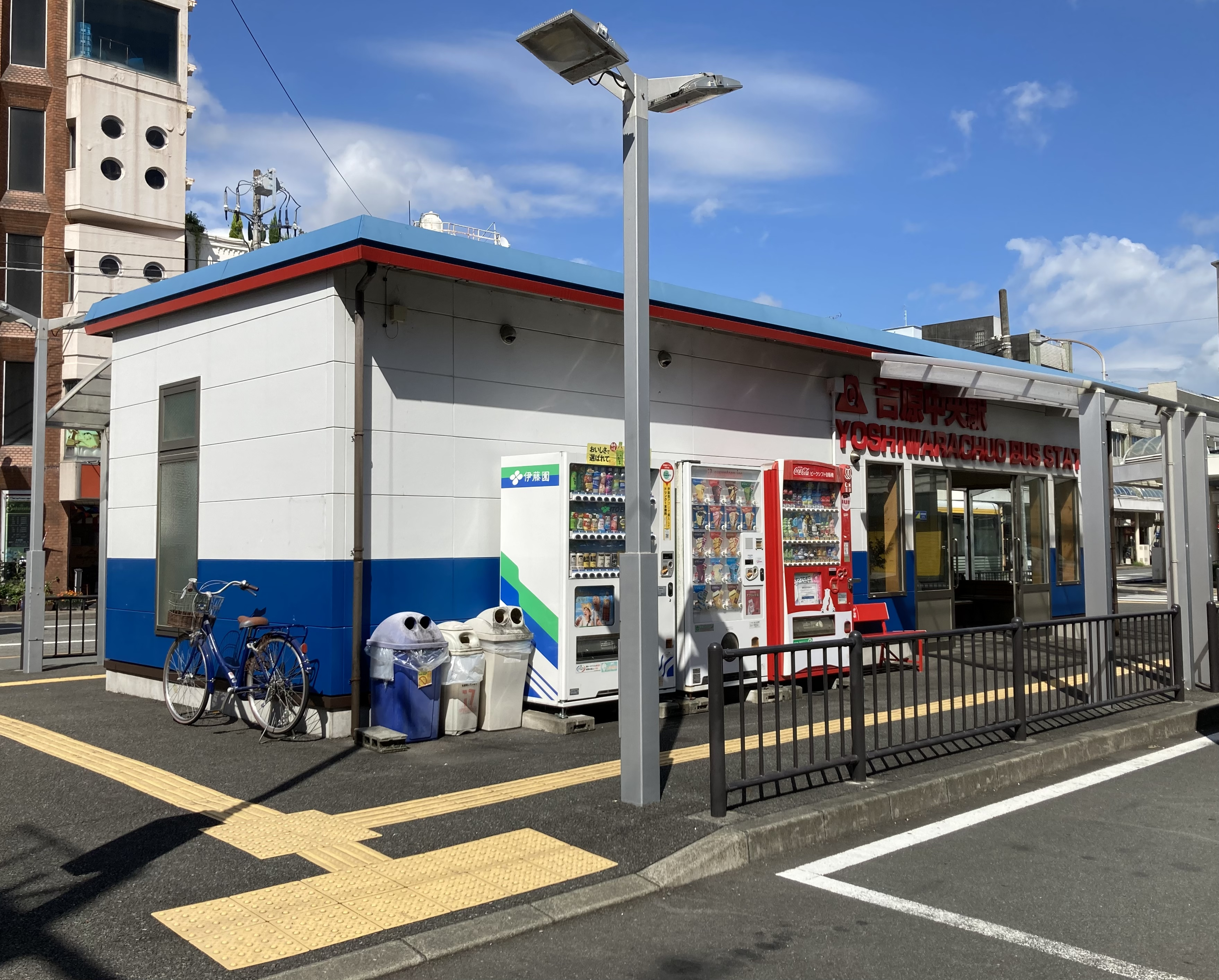
吉原中央駅(改修後)

## 立地
富士市吉原地区（旧・吉原市）の中心街のほぼ中央部に位置する。吉原商店街を挟んで反対側に岳南電車岳南線の吉原本町駅がある。
1955年に静岡県立吉原高等学校の移転に伴う区画整理により、高校跡地の一部がバスターミナルとして整備された。
1966年11月の吉原市・富士市・鷹岡町合併による新「富士市」発足に伴い、吉原市駅から吉原中央駅に変更。今でも旧吉原市民は吉原市駅や市駅と呼ぶことがある。
2015年4月に駅舎の経年劣化に伴う解体改修工事がなされ、同年8月に竣工した(施工 富士急建設)。窓口はアピタ富士吉原店に移管された。

吉原市駅の時代から名称に「駅」が付いている理由は、国鉄富士駅からの鉄道の連絡切符を取り扱っていたことによる。

## 乗り場
大半の路線は富士急静岡バス（富士急グループ）によって運行されている。
| のりば | 運行事業者                 | 系統番号                                             | 路線名                                                                   | 経由地                                                                                   | 行先                         | 備考                                                                                                   |
| ------ | -------------------------- | ---------------------------------------------------- | ------------------------------------------------------------------------ | ---------------------------------------------------------------------------------------- | ---------------------------- | --- |
| 1      | 富士急静岡バス             | S7                                                   | 世界遺産センターアクセス線                                               | 昭和通り・伝法・富士北郵便局・川坂・権現・源道寺・富士宮駅                               | 静岡県富士山世界遺産センター | |
| 1      | 富士急静岡バス             | S141                                                 | 大月線                                                                   | 昭和通り・伝法・富士北郵便局・川坂・権現・源道寺                                         | 富士宮駅                     | |
| 1      | 富士急静岡バス             | S144                                                 | 鷹岡車庫線                                                               | 昭和通り・伝法・富士北郵便局                                                             | 鷹岡車庫                     | 夜1便のみ運行                                                                                          |
| 1      | 富士急静岡バス             | S213                                                 | 富士見校線                                                               | 昭和通り・西国久保・広見団地入口・茶の木平                                               | 若松町上                     | 平日のみ運行（お盆休み・年末年始は運休）                                                               |
| 1      | 富士急静岡バス             | S221～S223                                           | 茶の木平団地線                                                           | 昭和通り・西国久保・広見団地入口・茶の木平・広見本町                                     | 吉原中央駅                   | 循環路線、富士駅行（循環）や広見本町止もある                                                           |
| 1      | 富士市（富士急静岡バス）   | S215（午前コース）                                   | 富士ひまわり線（ひまわりバス）                                           | 富士市役所前・富士中央病院                                                               | 吉原中央駅                   | 循環路線                                                                                               |
| 2      | 富士急静岡バス             | S201・S202・S213・S222～S224・S229・S233～S235・S241 | 富士線（富士駅線）・富士見校線・茶の木平線・富士見台線・根方線（船津線） | 富士市役所前・富士中央病院・ロゼシアター前・本市場・第一小学校前・富士駅前               | 富士駅                       | |
| 2      | 富士急静岡バス             | S203                                                 | 弥生線                                                                   | 三日市・中村町・中桁入口・富士高前・中島・富士銀座                                       | 富士駅                       | |
| 2      | 富士急静岡バス             | S213・S224                                           | 富士見校線                                                               | 富士市役所前・富士中央病院・ロゼシアター前・本市場・第一小学校前・富士駅前               | 富士見校                     | 平日・土曜のみ運行（祝日・お盆休みは運休）                                                             |
| 3      | 富士急静岡バス             | S7                                                   | 世界遺産センターアクセス線                                               | 富士市役所前・ロゼシアター前・塔の木                                                     | 新富士駅                     | |
| 3      | 富士急静岡バス             | S204（快速）                                         | 富士線                                                                   | 富士市役所前・ロゼシアター前                                                             | 富士駅                       | 平日夕方1便のみ運行                                                                                    |
| 3      | 富士急静岡バス             | S225・S226                                           | 大渕循環線                                                               | 昭和通り・西国久保・広見団地入口・富士急大渕団地・曽比奈・中野                           | 吉原中央駅                   | 循環路線、平日最終便のみ中野止                                                                         |
| 3      | 富士急静岡バス             | S229                                                 | 大渕線                                                                   | 昭和通り・西国久保・広見団地入口・中野・新富士病院・富士脳研病院・赤坂                   | 富士宮駅                     | |
| 3      | 富士急静岡バス             | S251                                                 | 東田子浦駅線（東海道線）                                                 | 岳鉄本町駅・新橋・吉原駅・元吉原小入口・大野新田                                         | 東田子浦駅                   | 平日のみ運行                                                                                           |
| 3      | 富士急静岡バス             | S253                                                 | 東田子浦駅線（東海道線）                                                 | 岳鉄本町駅・新橋・吉原駅・元吉原小入口・大野新田・東田子浦駅                             | 東柏原                       | 平日1便のみ運行                                                                                        |
| 3      | 富士急静岡バス             | S275                                                 | 塔の木線                                                                 | 富士市役所前・ロゼシアター前・塔の木                                                     | 新富士駅                     | 平日のみ運行、お盆休み・年末年始運休                                                                   |
| 3      | 富士市（富士急静岡バス）   | S211～S214                                           | 富士市まちなか循環線（ぐるっとふじ）                                     | イオンタウン富士南・ふじさんメッセ前・新富士駅・富士駅前・ロゼシアター入口・富士中央病院 | 吉原中央駅                   | 循環路線で右ルートと左ルートがある、S211・S212は日中・S213・S214は19時以降の運行（短縮ルート）         |
| 4      | 富士急静岡バス             | S224                                                 | 富士見校線                                                               | 和田町・駿河台・富士東高校・富士見台一丁目・神戸                                         | 今宮                         | 平日のみ運行（お盆休み・年末年始は運休）                                                               |
| 4      | 富士急静岡バス             | S241・S242                                           | 根方線（船津線）                                                         | 御殿下・原田駅前・西比奈・富士市立高校・須津中入口・江尾                                 | 船津                         | |
| 4      | 富士急静岡バス             | S231～S234                                           | 富士見台線                                                               | 和田町・駿河台・富士東高校・富士見台一丁目                                               | 吉原中央駅                   | 循環路線、平日の一部便は吉原工業高校経由、平日最終便は富士見台一丁目止                                 |
| 4      | 富士急静岡バス             | S71・S72                                             | フジヤマリゾート線                                                       | 和田町・駿河台・富士東高校・今宮・こどもの国・十里木高原・サファリパーク                 | ぐりんぱ（イエティ）         | 土日祝・お盆休み・年末年始の1便のみ運行、イエティへは開園期間中のみ乗り入れ                            |
| 4      | 富士市（富士急静岡バス）   | S215                                                 | 富士ひまわり線（ひまわりバス）                                           | 国久保中央・吉原高校・十王子神社前・西友今泉店・吉原商店街・聖隷富士病院                 | 吉原中央駅                   | 循環路線で吉原中央駅を起点時計回りに運行、午前コースと午後コースがあり、午後コースは短縮ルートでの運行 |
| 4      | 富士市（石川タクシー富士） | -                                                    | うるおい                                                                 | 聖隷富士病院・岳鉄ジヤトコ前駅・荒田島・蓼原・成安寺前                                   | 富士駅                       | |
| 4      | 富士市（石川タクシー富士） | -                                                    | モーニングシャトル                                                       | 富士市役所前・ロゼシアター前・新富士駅・下横割                                           | 富士駅南口                   | 平日・土曜朝2便のみ運行                                                                                |
| 4      | 富士市（富士急静岡バス）   | S352                                                 | 富士かぐやの湯線                                                         | 和田町・駿河台・茶の木平・青葉台・若松町・富士総合運動公園                               | ふじかぐやの湯               | 富士市自主運行路線                                                                                     |

富士駅前停留所はJR富士駅北口にあるが、富士駅停留所は駅から東に約400m離れた成安寺南にある。

## バス路線
- 吉原中央駅 - 富士中央病院 - 富士駅
- 吉原中央駅 - 中央公園 - 富士駅
- 吉原中央駅 - 弥生町 - 富士駅
- 吉原中央駅 - 新富士駅
- 吉原中央駅 - イオンタウン富士南 - 新富士駅 - 富士駅前 - 富士中央病院 - 吉原中央駅（廃止）
- 吉原中央駅 - 富士中央病院 - 富士駅前 - 新富士駅 - イオンタウン富士南 - 吉原中央駅（新富士駅 - イオンタウン富士南に路線短縮）
- 吉原中央駅 - 新富士駅 - 富士駅前 - 富士中央病院 - 吉原中央駅
- 吉原中央駅 - 富士中央病院 - 富士駅前 - 新富士駅 - 吉原中央駅
- 吉原中央駅 - 富士北郵便局 - 富士宮駅
- 吉原中央駅 - 中野 - 富士宮駅
- 大渕団地曽比奈循環（吉原中央駅 - 中野 - 大渕団地 - 曽比奈 - 中野 - 吉原中央駅）
- 吉原中央駅 - 中野 - 富士急大渕団地 - 曽比奈 - 中野
- 吉原中央駅 - 広見団地入口 - 茶の木平
- 吉原中央駅 - 駿河台 - 茶の木平 - 富士総合運動公園（廃止、自主運行路線化）
- 吉原中央駅 - 湖山リハビリテーション病院（廃止）
- 吉原中央駅 - 三ッ沢 - 富士見台団地（廃止）
- 吉原中央駅 - 富士東高校 - 富士見台団地
- 吉原中央駅 - 富士東高校 - 富士見台団地 - 富士見台二丁目
- 吉原中央駅 - 富士東高校 - 富士見台団地 - 吉原工業高校
- 吉原中央駅 - 富士東高校 - 桑崎　(廃止)
- 吉原中央駅 - 富士東高校 - 富士山こどもの国 - ぐりんぱ
- 吉原中央駅 - 富士東高校 - 富士山こどもの国 - ぐりんぱ - イエティ（冬季のみ）
- 吉原中央駅 - 富士東高校 - 富士山こどもの国 - ぐりんぱ - 富士花めぐりの里
- 吉原中央駅 - 船津
- 吉原中央駅 - 船津 - 東平沼（根方街道経由、廃止）
- 吉原中央駅 - 吉原駅
- 吉原中央駅 - 吉原駅 - 東田子の浦駅
- 吉原中央駅 - 吉原駅 - 東田子の浦駅 - 東柏原
- 吉原中央駅 - 富士北郵便局 - 鷹岡車庫
- 吉原中央駅 - 吉原駅 - 東田子の浦駅 - 沼津駅（旧東海道経由）（廃止）
- 吉原中央駅 - 高島 - 富士駅（廃止）
- 吉原中央駅 - 富士中央病院 - 桜ヶ丘入り口 - 曽比奈（廃止）
- 吉原中央駅 - 富士急大淵団地（廃止）
- 吉原中央駅 - 曽比奈 - 富士本循環（廃止）
- 吉原中央駅 - 富士中央病院 - 大月線 - 富士宮駅 - 西富士宮駅（廃止）
- 吉原中央駅 - 富士中央病院 - 新富士駅 - 旭化成（廃止）
- 吉原中央駅 - 長沢 - 鷹岡本町 - 富士宮駅（廃止）
- 吉原中央駅 - 富士岡 - 桑崎（廃止）
- ひまわりバス吉原中央駅循環
- うるおい
- モーニングシャトル
- かぐや姫エクスプレス（停車扱い終了、近隣の「昭和通り」バス停に停車地を変更）

## 駅周辺
- 吉原本町駅
- 吉原商店街
- 富士市役所
- 富士市立中央図書館
- 富士市立中央病院
- 富士市文化会館ロゼシアター